# Marsili (vulcão)
O Marsili é o maior vulcão submarino da Europa, localizado no mar Tirreno meridional, 140 km a norte da Sicília e cêrca de 150 km a oeste da Calábria.